# 笑い発作
笑い発作（Gelastic seizure）は笑いや泣きの形での突然のエネルギーの暴発を伴う珍しい発作。 この症候群は普通何の明らかな理由もなく起き、そして発作はコントロール不可能である。女性より男性に少し多い。
「gelasticてんかん」としても知られ、通常は笑いや泣きの形で突然のエネルギーの爆発を伴うまれなタイプの発作。
この症候群は、まれにしか発生しない場合、通常の笑い声や泣き声に似ている可能性があるため、診断なしで非常に長い期間続くことがある。 これは、 側頭葉や前頭葉の 病変 、 腫瘍 、 萎縮 、 結節性硬化症 、 血管腫 、感染後病巣などのいくつかの状態に関連しているが、主に視床下部過誤腫である。
「gelastic」という用語は、ギリシャ語の「gelos」に由来し、笑いを意味している。

## 兆候と症状
ジェラスティック発作の主な兆候は、明白な原因のない突然の笑い声または泣き声で  笑い声は、うれしそうではなく、不快に聞こえるかもしれない。 発作の直後に緊張性発作を起こすことも珍しくないが視床下部過誤腫に関連するものは1時間に数回発生することがあり、通常は幼児期に始まる。 乳児期に起こる発作にはクーリングのバースト、呼吸、笑い、笑顔が含まれ、発作に苦しむ少女の視床下部-下垂体-性腺軸の早期活性化により、8歳以前に二次性徴を示すことは珍しくはない。 

## 原因

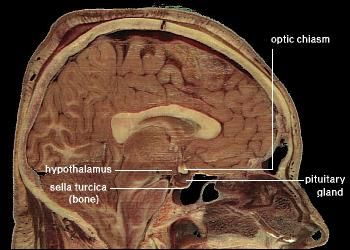
塊茎 シネリウム 過誤腫 （ 視床下部 過誤腫としても知られる）は乳頭体間の視床下部にあります

ジェラスティック発作は通常 視床下部過誤腫  または脳腫瘍によって引き起こされ、視床下部過誤腫は 視床下部またはその近くのグリア組織の良性腫瘤として定義され、過誤腫のサイズは、1センチメートルから3センチメートルを超えるまでさまざまで、Gelastic発作を含むいくつかの異なるタイプの発作を引き起こす可能性もありこれらの構造はコンピュータ断層撮影 、 磁気共鳴イメージング、単一光子放出コンピュータ断層撮影（SPECT） 、ポジトロン放出断層撮影（PET-CT）などのさまざまな画像診断法で検出できる。視床下部過誤腫の場合これらの腫瘤を定義する脳脊髄液のために磁気共鳴画像法が選択のツールで 単一光子放射型コンピュータ断層撮影法（SPECT）を使用することもできこれには、通常腫瘍が存在する脳の発作領域に取り込まれる放射性トレーサーの使用が含まれ、F-18フルオロデオキシグルコース（FDG）を使用したポジトロン放出断層撮影（PET-CT）は、発作開始部位での代謝の低下を示し、経口避妊薬を服用した後、弾力性発作が観察されている（Maxim（R））。
視神経低形成は視床下部過誤腫を伴わない弾性弾性発作を伴う唯一の報告された状態であり、視床下部の混乱だけが弾性弾性発作を引き起こす可能性があることを示唆している。

## 診断
実際の笑いや泣きと、笑いと泣きを伴う発作を区別するのが難しいため、特に子供では診断が困難で前言語の乳児では診断が不可能な場合があり、発作に至るまでのすべての兆候を説明する長い歴史をとらなければならないが 診断も複雑で 視床下部過誤腫によって引き起こされる発作を診断する試みでは、 イメージングが常に役立ち、この証拠がある場合、診断にかかる時間ははるかに短くなる。

## 管理
エラスティック発作は通常、 薬物療法に反応しない。薬や手術に反応する二次発作の特徴を生み出すことがあるがこれらの選択肢は保証された治療法ではなく、主に個々の患者の病理に依存する。
治療は発作の原因に依存し、発作が腫瘍によって引き起こされた場合、外科的切除を試みることができるが ただし、外科的切除は必ずしも即時の治療法ではなく、合併症が発生する可能性がある。合併症には脳梗塞や認知機能低下が含まれ ホルモン治療は、思春期早発症の人を助けるために試みることができ 患者の基準に応じて、抗てんかん薬も選択肢となる。腫瘍の種類と場所に応じて選択できる放射線療法の特殊な形式もあり、 繰り返すとこの治療法を提供している地域は世界中にほとんどなく ガンマナイフ 放射線手術は、視床下部過誤腫の場合に選択する治療法があるが神経学的欠損の頻度が低いため、低リスクの選択肢で視交叉と接触しない腫瘍の患者に推奨される。

## 予後
他の多くの種類の発作と同様に、ジェラスティック発作は長期間制御するのが困難で 視床下部の良性腫瘍による発作に苦しんでいる子供たちが最善の見通し。 これらの腫瘍の除去は、発作の頻度だけでなく、症候群に伴う行動および認知症状にも効果的で その抗てんかん薬が発作を完全に停止した場合も記載されている。 

## 歴史
非常に可能性の高いジェラスティック発作は、 バビロニア医学の時点ですでに認識されており  ロバート・ホワイット は1765年に および用語「ジェラ発作」詳細な説明は、スコットランドの医師によって与えられ、フランスの神経科医、神経病理学者チャールズ・ファー  　とepileptologistによって1898年に鋳造された。

## メディア参照
患者がサインフェルドのエピソードを見ながら繰り返し失神する という事件の後、Gelastic 失神は「サインフェルド失神」とも呼ばれた。